# Aquafelix
Aquafelix è un parco acquatico inaugurato nel 1995 ed è situato a Civitavecchia. Si estende per ca. 80000 m².
Il parco si suddivide in varie aree tra piscine, scivoli ed altre attrazioni.
Dal 2019 il parco fa parte della catena di parchi di Zoomarine, con l'acquisizione della proprietà messicana The Dolphin Company.

## Attrazioni
Il parco ha 7 attrazioni divise in due categorie: Per tutti e Per coraggiosi.
| Nome              | Descrizione | Tipologia                        | Categoria      | Anno    |
| ----------------- | --- | -------------------------------- | -------------- | ------- |
| Onda Imperiale    | Grande piscina posta vicino alľingresso del parco, con onde generate a orari prestabiliti (12:00 e 15:00). Presente una piccola area idromassaggio. La piscina comprende animazione, soprattutto durante la "Grande Onda". | Piscina con onde                 | Per tutti      | 1995    |
| Flentum           | Fiume in cui, con dei canotti, si viene trasportati lungo tutto il percorso. In passato i canotti erano da due posti, ora sono singoli | Lazy river                       | Per tutti      | 1995    |
| Bahia Felix       | Area divisa in tre zone: una piscina classica profonda fino a 2,50 metri, "Idrofelix" (un idromassaggio) e un'area per i bambini che comprende i vari scivoli del parco ma in versione ridotta | Piscina                          | Per tutti      | 1995    |
| Vortex            | Scivolo a vortice per due persone con sotto la piscina di arrivo alta un metro | Scivolo a vortice                | Per coraggiosi | 1995    |
| Mozzafiatum       | Scivolo in caduta libera a due con sotto la piscina di arrivo alta 1,40 metri | Scivolo lineare ad alta velocità | Per coraggiosi | 1995    |
| Multisplash       | Scivolo largo con ondine dove ci si rigira da fare in quattro con piscina di arrivo alta 1,20 metri. Non sono più disponibili tutte e quattro le corsie: ora lo scivolo si fa due alla volta | Scivolo a più corsie             | Per coraggiosi | 1995    |
| Katakumba         | Scivolo buio da fare con i canotto a due corsie con piscina di arrivo alta 1,30 metri. Il percorso è completamente al buio, ad eccezione di piccolissime luci a led visibili sul soffitto dello scivolo. Non sono più disponibili entrambe le corsie: ora lo scivolo si fa uno alla volta; inoltre, in passato lo scivolo si faceva con canotti per due persone, ora con ciambelle con manici a posto singolo | Scivolo con canotti              | Per coraggiosi | 1995    |
| Aspides           | Scivolo con il cono più grande d'Italia. | Scivolo a cono                   | Per coraggiosi | 2023    |
| Calcetto saponato | Campo da calcetto in gomma con acqua saponata; è molto difficile rimanere in equilibrio. Ormai chiuso | Campo da calcetto                |                | 1995-?? |

## Servizi ed aree ristoro
Il parco offre i seguenti servizi:
| Nome                                            | Descrizione                                                                                                |
| ----------------------------------------------- | --- |
| Magnafelix                                      | Ristorante                                                                                                 |
| Bar all'Onda Imperiale                          | Bar con caffetteria, gelati e ristorante                                                                   |
| Bar a Bahia Felix                               | Bar con caffetteria e gelati                                                                               |
| Bagni al Magnafelix (WCinorum)                  | Servizi igienici                                                                                           |
| Bagni all'Onda Imperiale (WCinorum)             | Servizi igienici                                                                                           |
| Bagni a Bahia Felix (WCinorum)                  | Servizi igienici                                                                                           |
| Spoliatio                                       | Spogliatoi situati all'ingresso del parco                                                                  |
| Bagni e docce all'ingresso (WCinorum/Docciatio) | Servizi igienici e docce situati all'ingresso del parco                                                    |
| Docciatio                                       | Numerose docce situate in vari punti del parco, attivate con catenella. Molte docce sono state disattivate |
| Emporium                                        | Negozio/tabaccheria                                                                                        |

## Curiosità
Il nome del parco e i nomi delle attrazioni, nonché dei ristoranti, docce e servizi igienici, sono tutti in Latino.

## Spettacoli
Il parco ha 2 spettacoli.
| Nome               | Descrizione                                                               | Tipologia          | Anno                                              |
| ------------------ | ------------------------------------------------------------------------- | ------------------ | ------------------------------------------------- |
| Maremotum          | Spettacolo alľ'interno delľOnda Imperiale in cui vengono generate le onde | Onde               | 1995 come "La grande Onda", ma rinnovato nel 2019 |
| Show dei Tuffatori | Spettacolo dei truffatori con un tuffo da 25 metri di altezza             | Show dei Tuffatori | 2019                                              |